# قایق موشک‌انداز پیکان
| پیکان ایران ·      | پیکان ایران ·                    |  |
| ------------------ | -------------------------------- |  |
|                    |                                  |  |
| اطلاعات کلی        |                                  |  |
| نوع کشتی           | قایق موشک‌انداز                   |  |
| کلاس               | کلاس کمان                        |  |
| کشور سازنده        | ایران                            |  |
| تاریخ به آب اندازی | نامعلوم                          |  |
| ورود به ناوگان     | ۲۹ سپتامبر ۲۰۰۳                  |  |
| مشخصات             |                                  |  |
| طول کشتی           | ۴۷ متر                           |  |
| پهنای بدنه         | ۷٫۱ متر                          |  |
| ارتفاع ستون        | ۲ متر                            |  |
| بارگیری استاندارد  | ۲۷۵ تن                           |  |
| نوع موتور          | ۴ دیزل، ۴ شافت، ۱۴،۴۰۰ اسب‌بخار   |  |
| تعداد خدمه         | ۳۱ نفر                           |  |
| سرعت               | ۳۶ گره دریایی (۶۷ کیلومتربرساعت) |  |
| جنگ‌افزارها         |                                  |  |
| توپخانه            | ۱×توپ ۷۶ میلی‌متری فجر ۲۷         |  |
| سیستم موشکی        | ۲ یا ۴ موشک سی-۸۰۲               |  |
| توپخانه ضدهوایی    | ۱×توپ ۴۰ میلی‌متری                |  |
| سرنوشت             |                                  |  |

قایق موشک‌انداز پیکان یک قایق موشک‌انداز کلاس سینا می‌باشد که بر اساس قایق‌های موشک‌انداز کلاس کمان ساخته شده و در سال ۱۳۸۲ در دریای خزر به آب انداخته شد. کلاس کمان یک کلاس فرانسوی Combattante۲ از قایق‌های موشک‌انداز است که نیروی دریایی ایران ۱۲ فروند از آن را بین سال‌های ۱۳۵۶ تا ۱۳۶۰ از فرانسه دریافت کرد.
این قایق به نام قایق موشک‌انداز پیکان نام‌گذاری شده که در جریان عملیات مروارید در ابتدای جنگ ایران و عراق غرق شد. قایقی که در سال ۱۳۵۹ و در عملیات مروارید ۳ قایق موشک‌انداز اوسا-۲ عراقی را مورد هدف قرار داده و غرق کرد و خود نیز در این عملیات غرق شد.
این شناور جنگی در ایران با نام ناوچه پیکان معرفی می‌شود، هرچند ناوچه و قایق موشک‌انداز دو شناور متفاوت جنگی هستند. پیکان اولین قایق موشک‌انداز تولید ایران است و مجهز به ۲ یا ۴ موشک سطح‌به‌سطح و ضدکشتی سی-۸۰۲، ۱ توپ ۷۶ میلی‌متری فجر ۲۷ و ۱ توپ ضدهوایی ۴۰ میلی‌متری است.

## مأموریت‌ها
قایق موشک‌انداز پیکان در تیر ماه ۹۲ به همراه قایق موشک‌انداز جوشن به عنوان اولین ناو گروه اعزامی شمال در دریای خزر از بندر انزلی به آستاراخان جهت دیدار از ناوچه‌های روسیه و همچنین پاسخ به پهلوگیری ناوهای روسی که در اردیبهشت همان سال در منطقه اول نیروی دریایی در بندرعباس پهلوگیری نموده بودند، به روسیه اعزام شدند.